# إيرين هوفمان
إيرين هوفمان (بالإنجليزية: Erin Hoffman) (1981)؛ روائية أمريكية.